# 笠間市市営自動車部
笠間市市営自動車部（かさまししえいじどうしゃぶ）は、茨城県笠間市および西茨城郡友部町・岩間町（現在の笠間市友部・岩間地区）でバスを運行していた笠間市の地方公営企業。通称は「笠間市営バス」。

## 概要
終戦直後水戸線と常磐線の接続は劣悪で、当時の笠間町を含む笠間地域周辺の住民は乗換駅の友部駅で何時間も待たされることが恒常化していた。加えて当時の笠間町長だった根本政太郎が笠間稲荷神社などの観光資源を用いた観光立町に取り組んでいたこともあって、外部からの観光客の便を図るためにも交通網整備が急務となっていた。その一方で茨城交通は、笠間町中心部から笠間駅・宍戸駅を経由して友部駅に至る路線バスを運行していた。周囲を東武鉄道のバス路線網がある中で孤立して運行している格好で、このため遠方の営業所や車庫から回送や出入庫便を運行するという効率の悪い状態であった。
根本町長は、1947年（昭和22年）に茨城交通に同路線の町営化を打診。互いの利害が一致した結果路線譲渡の運びとなり、通過する町村の許可を取りつけた上で翌1948年（昭和23年）に運輸省へ認可を届け出た。そして同年11月15日、「笠間町営バス運営部」による町営バスの運行が開始されたのである。路線は1本きりで笠間駅折り返しの系統を単独路線に数えても2本にしかならず、車両は中古で3台のみ、それも1両は木炭バスという状況であったが、水戸線や常磐線のダイヤに合わせて運行したために至便であり、町民にも外来の観光客にも好評であった。なお、1950年（昭和25年）には起点を北へ300メートル延伸し、車庫と待合所を設けて乗客の利便を図っている（現在の笠間大町郵便局前）。
また笠間周辺が貸切バスの空白地帯であること、さらに観光による立町や町財政への寄与を狙って、1950年（昭和25年）から大型の観光用バスを1台購入して貸切バスの営業も開始した。事業範囲は県内一円ほか日光や那須塩原など近隣の観光地、東京や房総半島、伊香保温泉など比較的遠方まで対象地域とする気合の入り方であった。1952年（昭和27年）7月20日には宍戸駅の北側にある十字路上に設けられた宍戸停留所から分岐する形で常磐線の岩間駅へ向かう路線を新設し、笠間から通し運転とした。隣接地域である岩間町へ向かう町民がやはり乗換で必要以上に時間がかかる上に岩間へ向かう道筋にいくつも集落があるにもかかわらず公共交通機関が皆無であるのを改善するのが目的だった。これにより路線は笠間市街地を西の突端とするT字型となった。1958年（昭和33年）8月1日に笠間町が市制を施行して笠間市となり、運輸部が「笠間市市営自動車部」となった後も路線は受け継がれ系統8系統、車両17両の小規模ながら市営バスとして運行された。
しかし常磐線のダイヤ改善などで徐々に業績が悪化し累積赤字が発生、1965年（昭和40年）3月16日の市議会に事業廃止の提案が上呈される。これに対し、労働組合側は「笠間公営バス民間払下げ反対共闘会議」（以下「共闘会議」）を組織して反対を表明。市民からも反対の声が上がり共闘会議では署名活動を開始、3月21日に市へ署名を提出している。さらに当時の長谷川好三市長が公職選挙法違反で逮捕され保釈中でありながらも市長に居座っていたりして、市長や市政に対して強い不信感が漂っていたことから反対運動はエスカレート。賛成派議員の許に「ダイナマイトをぶちこんでやる」旨の脅迫状が届くところまで深刻化し、市役所にバリケードを築いて警戒するなどものものしい体制で事業廃止の審議に臨まざるを得なくなった。審議が行われる前日の3月21日夜には傍聴券を求めて集まった賛成派・反対派の市民が小競り合いを起こす事件があったが、長谷川市長の調停で収束。翌22日の審議も共闘会議の参加者70人ほどが市役所横でデモを行ったが、それ以上の大きな混乱はなく、賛成多数で可決されて終了した。この事業廃止決定に対し、共闘会議は「現実として決まってしまったものはしかたない」として受け容れ、以後は職員の身分保障に闘争の焦点を変更した。これにより、労使が真っ向から衝突して泥沼化するという事態が回避され、一連の騒動は一応の決着を見ることになった。
11月12日に市営自動車部は路線部門を東武鉄道（現:東武バス）と関東鉄道に、観光部門を関東鉄道へ事業譲渡して解散、18年間の歴史に幕を閉じた。

## 年表
- 1948年（昭和23年）11月15日 - 笠間町営バス運営部発足、茨城交通より笠間-宍戸-友部駅前間の路線を譲受。町営バス運行開始。
- 1950年（昭和25年） - 起点を300メートル北へ移動し、車庫と待合所を設置。観光自動車の営業を開始。
- 1952年（昭和27年）7月20日 - 宍戸-岩間駅前間開業。
- 1958年（昭和33年）8月1日 - 笠間町の市制施行により笠間市市営自動車部に改組、市営バスとなる。
- 1965年（昭和40年）
  - 3月16日 - 事業廃止を市議会に提案。
  - 3月21日 - 共闘会議、事業廃止に反対する署名を提出。
  - 3月22日 - 事業廃止が市議会で可決。事業廃止決定。
  - 11月12日 - 路線部門を東武鉄道と関東鉄道、観光部門を関東鉄道へ譲渡し解散。

## 路線
以下町営時代、1952年（昭和27年）現在の路線を示す。
- 町内線（笠間 - 笠間駅前）
- 友部線（笠間 - 笠間駅前 - 宍戸 - 宍戸駅前 - 友部駅前）
- 岩間線（笠間 - 笠間駅前 - 宍戸 - 岩間駅前）

いずれの路線も運行本数は1日に数往復であった。ただし町内線は単独路線扱いではあるが、実際には友部線・岩間線の折り返し運転であり、路線にとらわれず区間で見た場合実質的な運行本数は一番多くなっていた。なおこの区間には途中停留所が存在せず、自由乗降制となっていた。

## 参考資料
- 笠間市史編さん委員会編『笠間市史 下巻』（笠間市刊、1998年）
- 笠間市史編さん委員会編『図説笠間市史』（笠間市刊、1988年）
- 茨城新聞社編『いはらき』（茨城新聞社刊）
- 朝日新聞社東京本社編『朝日新聞』（朝日新聞社東京本社刊）
- 毎日新聞社東京本社編『毎日新聞』（毎日新聞社東京本社刊）
- 運輸省編『旅客自動車・茨城県（一）』（運輸省文書）
- 運輸省編『旅客自動車・茨城県（二）』（運輸省文書）
- 運輸省編『旅客自動車・茨城県（三）』（運輸省文書）
- 運輸省編『旅客自動車・茨城県（六）』（運輸省文書）